# Handianus tamerlani
Handianus tamerlani är en insektsart som beskrevs av Dlabola 1961. Handianus tamerlani ingår i släktet Handianus och familjen dvärgstritar. Inga underarter finns listade i Catalogue of Life.